# Nati nel 1941/Settembre
| Questa pagina contiene informazioni ricavate automaticamente dalle voci biografiche con l'ausilio del template Bio e di un bot. L'aggiornamento è periodico e automatico e ricostruisce completamente la pagina. Se manca una persona in questa lista, sei pregato di non aggiungerla, ma accertati piuttosto che la sua voce biografica contenga il template Bio e che i dati anagrafici siano correttamente compilati. Se il template Bio manca, inseriscilo tu stesso o, in alternativa, metti l'avviso {{tmp\|Bio}} che ne segnala la mancanza. Se i dati riportati sono sbagliati, correggi direttamente la voce biografica; le modifiche saranno visibili in questa lista entro pochi giorni. Per chiarimenti vedi il progetto biografie. La lista contiene solo le 211 persone che sono citate nell'enciclopedia e per le quali è stato implementato correttamente il template Bio. Pagina aggiornata al 18 ago 2025. |

- 1º settembre - Julia Varady, soprano ungherese
- 2 settembre - Igor' Grabovskij, ex pallanuotista sovietico
- 2 settembre - Lev Ponomarëv, attivista e politico russo
- 2 settembre - Sadhana Shivdasani, attrice indiana († 2015)
- 2 settembre - Zoran Tadić, regista e sceneggiatore croato († 2007)
- 2 settembre - John Thompson, cestista e allenatore di pallacanestro statunitense († 2020)
- 2 settembre - Luca Vernizzi, artista e pittore italiano
- 3 settembre - Sergej Donatovič Dovlatov, giornalista e scrittore sovietico († 1990)
- 3 settembre - Fiamma Ferragamo, stilista e imprenditrice italiana († 1998)
- 4 settembre - Pat Barrett, wrestler irlandese († 2021)
- 4 settembre - Umberto Curi, filosofo italiano
- 4 settembre - Ken Harrelson, ex giocatore di baseball, conduttore radiofonico e conduttore televisivo statunitense
- 4 settembre - Mario Jannarilli, calciatore italiano († 2002)
- 4 settembre - Kenneth Kimmins, attore statunitense
- 4 settembre - Petr Král, scrittore e poeta ceco († 2020)
- 4 settembre - Lincoln Phillips, allenatore di calcio e ex calciatore trinidadiano
- 4 settembre - Werner Rügemer, giornalista e scrittore tedesco
- 4 settembre - Aleksandăr Šalamanov, sciatore alpino, calciatore e pallavolista bulgaro († 2021)
- 5 settembre - Enrico Beruschi, comico, cabarettista e attore italiano
- 5 settembre - Rachid Boudjedra, scrittore algerino
- 5 settembre - Umberto Di Grazia, attore italiano
- 5 settembre - John Dalgleish Donaldson, matematico scozzese
- 5 settembre - Joe Long, bassista statunitense († 2021)
- 5 settembre - Pino Lucchesi, politico italiano († 2012)
- 6 settembre - Mario Bacher, fondista, combinatista nordico e scialpinista italiano († 2014)
- 6 settembre - Danny K. Davis, politico statunitense
- 6 settembre - Phil Johnson, ex cestista e allenatore di pallacanestro statunitense
- 6 settembre - Monica Mason, ex ballerina e direttrice artistica sudafricana
- 6 settembre - Gloria Negrete McLeod, politica statunitense
- 6 settembre - Clayton R. Paul, ingegnere elettronico statunitense († 2012)
- 6 settembre - Gerry Ward, ex cestista statunitense
- 6 settembre - John Whetton, ex mezzofondista britannico
- 7 settembre - Giovanni Antonucci, storico, critico teatrale e drammaturgo italiano
- 7 settembre - Giuseppe Guerrini, vescovo cattolico italiano
- 7 settembre - György Mezey, allenatore di calcio e ex calciatore ungherese
- 7 settembre - Giorgio Mondino, politico italiano († 2021)
- 7 settembre - Bruno Vittiglio, ex ciclista su strada italiano
- 8 settembre - Eulalio Ávila, ex cestista messicano
- 8 settembre - Antonio Cardillo, ex calciatore italiano
- 8 settembre - Dan Coe, calciatore rumeno († 1981)
- 8 settembre - Christopher Connelly, attore statunitense († 1988)
- 8 settembre - Ippolito Giani, velocista italiano († 2018)
- 8 settembre - Zdeněk Groessl, pallavolista e allenatore di pallavolo cecoslovacco († 2023)
- 8 settembre - Bernie Sanders, politico statunitense
- 8 settembre - Julius Schädler, slittinista liechtensteinese († 2001)
- 8 settembre - Pepi Wurmer, sciatore alpino tedesco
- 9 settembre - George Alhassan, calciatore ghanese († 2013)
- 9 settembre - Bruno De Hesselle, pallanuotista belga
- 9 settembre - Otis Redding, cantante statunitense († 1967)
- 9 settembre - Dennis Ritchie, informatico statunitense († 2011)
- 9 settembre - Pedro Ercílio Simon, arcivescovo cattolico brasiliano († 2020)
- 9 settembre - Art Walker, ex triplista statunitense
- 9 settembre - Karin von Aroldingen, ballerina tedesca († 2018)
- 10 settembre - Rosendo Balinas, scacchista filippino († 1998)
- 10 settembre - Stephen Jay Gould, biologo, zoologo e paleontologo statunitense († 2002)
- 10 settembre - Christopher Hogwood, direttore d'orchestra, clavicembalista e musicologo britannico († 2014)
- 10 settembre - Rino Rado, ex calciatore italiano
- 10 settembre - Giuseppe Rebecchini, architetto italiano († 2018)
- 10 settembre - Christo Wiese, imprenditore sudafricano
- 10 settembre - Gunpei Yokoi, autore di videogiochi e inventore giapponese († 1997)
- 11 settembre - Minnijean Brown, attivista statunitense
- 11 settembre - Frank Coppa, mafioso statunitense († 2023)
- 11 settembre - Marcello Dell'Utri, ex politico e dirigente d'azienda italiano
- 11 settembre - Marc Dufour, hockeista su ghiaccio canadese († 2015)
- 11 settembre - Bruno Duranti, arbitro di pallacanestro italiano († 2012)
- 11 settembre - Willi Fuggerer, pistard tedesco († 2015)
- 12 settembre - Eletta Bertani, politica italiana
- 12 settembre - Gian Paolo Dulbecco, pittore italiano
- 12 settembre - Çetin İnanç, regista turco
- 12 settembre - József Katona, nuotatore ungherese († 2016)
- 12 settembre - Viktor Putjatin, schermidore sovietico († 2021)
- 12 settembre - Giancarlo Versolato, ex calciatore italiano
- 13 settembre - Tadao Andō, architetto giapponese
- 13 settembre - Pierre Barthes, ex tennista francese
- 13 settembre - David Clayton-Thomas, cantautore e musicista canadese
- 13 settembre - Willie Murrell, cestista statunitense († 2018)
- 13 settembre - Henry Edward Roberts, ingegnere, inventore e medico statunitense († 2010)
- 13 settembre - Ahmet Necdet Sezer, politico turco
- 13 settembre - Mario Tamini, politico italiano
- 13 settembre - Klaus Wenda, compositore di scacchi austriaco
- 13 settembre - George Patrick Ziemann, vescovo cattolico statunitense († 2009)
- 14 settembre - Sergej Drejden, attore sovietico († 2023)
- 14 settembre - Arlette Farge, storica francese
- 14 settembre - Terry Harkin, ex calciatore nordirlandese
- 14 settembre - Nicola Samale, compositore, direttore d'orchestra e musicologo italiano
- 14 settembre - Joan Trumpauer Mulholland, attivista statunitense
- 14 settembre - Franco Vanzini, calciatore e allenatore di calcio italiano († 2019)
- 15 settembre - Flórián Albert, calciatore ungherese († 2011)
- 15 settembre - Domenico Umberto D'Ambrosio, arcivescovo cattolico italiano
- 15 settembre - Mirosław Hermaszewski, cosmonauta polacco († 2022)
- 15 settembre - Kim Hye-ja, attrice sudcoreana
- 15 settembre - Jim Lynam, ex cestista, allenatore di pallacanestro e dirigente sportivo statunitense
- 15 settembre - Jurij Norštejn, regista russo
- 15 settembre - Signe Toly Anderson, cantante statunitense († 2016)
- 15 settembre - Emanuel Tov, biblista olandese
- 15 settembre - Viktor Alekseevič Zubkov, dirigente d'azienda, politico e funzionario russo
- 16 settembre - Aureliana Alberici, politica italiana
- 16 settembre - Joe Butler, cantante, batterista e arpista statunitense
- 16 settembre - David Hemblen, attore e doppiatore britannico († 2020)
- 16 settembre - Jim McBride, regista, sceneggiatore e produttore cinematografico statunitense
- 16 settembre - Amedeo Salfa, montatore italiano
- 17 settembre - Marie-Claude Charmasson, ex pilota automobilistico e pilota di rally francese
- 17 settembre - Nils Arne Eggen, calciatore e allenatore di calcio norvegese († 2022)
- 17 settembre - Vicente González Sosa, ex calciatore spagnolo
- 17 settembre - Bob Matsui, politico statunitense († 2005)
- 17 settembre - Phil Méheux, direttore della fotografia inglese
- 17 settembre - Gualberto Niccolini, politico italiano
- 18 settembre - Gerry Bamman, attore statunitense
- 18 settembre - Massimo Bucchi, disegnatore e vignettista italiano
- 18 settembre - Antonio Mastri, politico italiano
- 18 settembre - Priscilla Mitchell, cantante statunitense († 2014)
- 18 settembre - Bobby Tambling, ex calciatore e allenatore di calcio britannico
- 18 settembre - Cristiano Toraldo di Francia, architetto italiano († 2019)
- 18 settembre - Giuseppe Venetucci, regista teatrale e regista radiofonico italiano
- 19 settembre - Umberto Bossi, politico e giornalista italiano
- 19 settembre - Cass Elliot, cantante statunitense († 1974)
- 19 settembre - Gérard Corbiau, regista e sceneggiatore belga
- 19 settembre - Jeremy Fox, pentatleta britannico († 2023)
- 19 settembre - Martin Harvey, calciatore e allenatore di calcio nordirlandese († 2019)
- 19 settembre - Markus Imhoof, regista e sceneggiatore svizzero
- 19 settembre - Mariangela Melato, attrice italiana († 2013)
- 19 settembre - Cesare Melloncelli, fumettista italiano
- 19 settembre - Ferdinando Schettino, politico e saggista italiano († 2013)
- 19 settembre - Cornelius Schilder, vescovo cattolico e missionario olandese
- 19 settembre - Manfred Schunck, politico belga
- 19 settembre - Zdenko Vukasović, calciatore jugoslavo († 2021)
- 20 settembre - Filippo Berselli, politico italiano
- 20 settembre - Bruno Carluccio, politico italiano
- 20 settembre - Dale Chihuly, vetraio statunitense
- 20 settembre - Ray Cullen, hockeista su ghiaccio canadese († 2021)
- 20 settembre - Douglas Fisher, attore britannico († 2000)
- 20 settembre - Gerhard Körner, allenatore di calcio e ex calciatore tedesco orientale
- 20 settembre - Marina Moran, cantante brasiliana
- 20 settembre - Joseph O'Dell, criminale statunitense († 1997)
- 20 settembre - Jurij Smoljakov, ex schermidore sovietico
- 20 settembre - Bruce Stowell, allenatore di calcio e ex calciatore inglese
- 20 settembre - Philipp Vandenberg, scrittore, giornalista e storico dell'arte tedesco
- 20 settembre - Gianni Williams, attore e doppiatore italiano († 2012)
- 21 settembre - Jack Brisco, wrestler statunitense († 2010)
- 21 settembre - Angelo Cresco, politico e sindacalista italiano
- 21 settembre - Lambert Maassen, calciatore olandese († 2018)
- 21 settembre - Dirk Stülcken, ex calciatore tedesco
- 21 settembre - Roberto Szidon, pianista brasiliano († 2011)
- 21 settembre - James Woolsey, avvocato, diplomatico e scrittore statunitense
- 22 settembre - Murray Bail, scrittore australiano
- 22 settembre - Piero Baroncini, ex calciatore e allenatore di calcio italiano
- 22 settembre - Maurizio Frusoni, tenore italiano († 2000)
- 22 settembre - José Luis García Sánchez, regista e sceneggiatore spagnolo
- 22 settembre - Ernest Green, attivista statunitense
- 22 settembre - José Carlos da Silva José, calciatore e allenatore di calcio portoghese († 2025)
- 22 settembre - Lucio Angelo Renna, vescovo cattolico italiano
- 22 settembre - Cesare Salvadori, schermidore italiano († 2021)
- 22 settembre - Angelo Sanza, politico italiano
- 22 settembre - Anna Tomowa-Sintow, soprano bulgaro
- 23 settembre - Renato Curcio, ex terrorista italiano
- 23 settembre - Luis Durnwalder, politico italiano
- 23 settembre - George Jackson, attivista statunitense († 1971)
- 23 settembre - Navanethem Pillay, magistrata sudafricana
- 23 settembre - Catherine Ribeiro, cantante e attrice francese († 2024)
- 23 settembre - Bob Vogel, ex giocatore di football americano statunitense
- 23 settembre - Norma Winstone, cantautrice britannica
- 24 settembre - Bob Chiarelli, politico canadese
- 24 settembre - Pasqualino Lorenzo Federici, politico italiano († 2017)
- 24 settembre - Vittore Gottardi, calciatore svizzero († 2015)
- 24 settembre - Igor' Jasulovič, attore sovietico († 2023)
- 24 settembre - John Mackey, giocatore di football americano statunitense († 2011)
- 24 settembre - Linda McCartney, fotografa, tastierista e cantante statunitense († 1998)
- 24 settembre - Janet Quin-Harkin, scrittrice britannica
- 24 settembre - Robi Ronza, giornalista e saggista italiano
- 24 settembre - Tony Rutter, pilota motociclistico britannico († 2020)
- 24 settembre - Gloria Salguero Gross, politica e imprenditrice salvadoregna († 2015)
- 24 settembre - Fred Tommy, sciatore alpino canadese († 2004)
- 24 settembre - Italo Zilioli, ex ciclista su strada e pistard italiano
- 25 settembre - Diego Coletti, vescovo cattolico italiano
- 25 settembre - Francesca Molfino, psicoanalista italiana († 2013)
- 25 settembre - Takao Sakurai, pugile giapponese († 2012)
- 25 settembre - Anicetus Bongsu Antonius Sinaga, arcivescovo cattolico indonesiano († 2020)
- 25 settembre - Jimmy Sturr, polistrumentista e musicista statunitense
- 25 settembre - Luciano Violante, ex magistrato e politico italiano
- 26 settembre - Salvatore Accardo, violinista italiano
- 26 settembre - Martine Beswick, attrice e modella giamaicana
- 26 settembre - Roger Claessen, calciatore belga († 1982)
- 26 settembre - Vadim Glowna, attore, regista e produttore cinematografico tedesco († 2012)
- 26 settembre - Martti Liimo, cestista finlandese († 1995)
- 26 settembre - Enrico Massignan, ex ciclista su strada italiano
- 26 settembre - Raja Jaafar, principe malese
- 26 settembre - Tom Veitch, fumettista statunitense († 2022)
- 27 settembre - Martín Anza, ex cestista portoricano
- 27 settembre - Peter Bonetti, calciatore inglese († 2020)
- 27 settembre - Tommaso di Ciaula, scrittore, poeta e sceneggiatore italiano († 2021)
- 27 settembre - Carlo Forteleoni, politico italiano († 2013)
- 27 settembre - Philip Gossett, musicologo, storico e saggista statunitense († 2017)
- 27 settembre - Giulio Savelli, editore e politico italiano († 2020)
- 27 settembre - Volkhard Uhlig, ex cestista tedesco
- 28 settembre - David Lewis, filosofo statunitense († 2001)
- 28 settembre - Edmund Stoiber, politico tedesco
- 28 settembre - Charley Taylor, giocatore di football americano statunitense († 2022)
- 28 settembre - Lucas Van Looy, vescovo cattolico belga
- 28 settembre - Sam Zell, imprenditore statunitense († 2023)
- 29 settembre - Gianni Lanzinger, politico italiano
- 29 settembre - Jon Brower Minnoch, showman statunitense († 1983)
- 29 settembre - Mir-Hosein Musavi, politico iraniano
- 29 settembre - Gastón Salvatore, scrittore e drammaturgo cileno († 2015)
- 29 settembre - Frederick West, serial killer britannico († 1995)
- 30 settembre - Lewis Paul Bremer, diplomatico e politico statunitense
- 30 settembre - Gian Biagio Conte, filologo classico, latinista e lessicografo italiano
- 30 settembre - Samuel Pickering, anglista statunitense
- 30 settembre - Angela Pleasence, attrice britannica
- 30 settembre - John Romer, egittologo, storico e archeologo britannico
- 30 settembre - Kamalesh Sharma, diplomatico indiano
- 30 settembre - Reine Wisell, pilota automobilistico svedese († 2022)